# سو هاينز
سو هاينز (بالإنجليزية: Sue Hines)‏ هي كاتبة للأطفال وكاتِبة بريطانية، ولدت في 15 يوليو 1959 في لندن في المملكة المتحدة.